# St. Blasius (Glottertal)

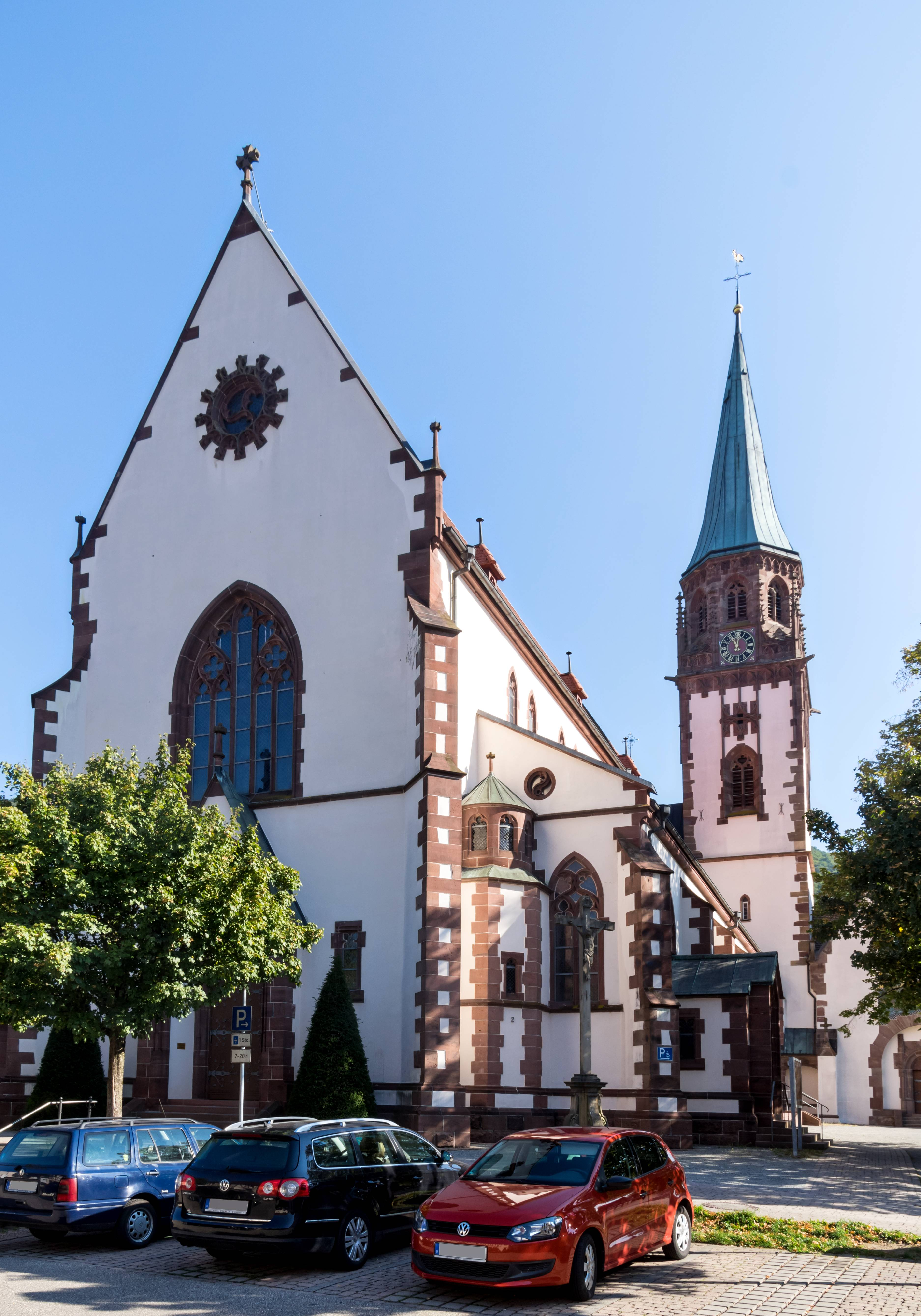
St. Blasius von Südwest

St. Blasius ist die römisch-katholische Pfarrkirche von Glottertal, einer längs der Glotter gelegenen Gemeinde im Landkreis Breisgau-Hochschwarzwald von Baden-Württemberg. Die Pfarrgemeinde bildet mit den Pfarreien St. Remigius in Heuweiler, St. Jakobus in Denzlingen und St. Felix und Regula in Reute, zu der auch die St. Maximilian-Kolbe-Kirche in Vörstetten gehört, die Seelsorgeeinheit An der Glotter des Erzbistums Freiburg. Bis auf mittelalterliche Reste ist die Kirche in neugotischem Stil errichtet und ausgestattet. Ihre Geschichte und Gestalt hat besonders der Pfarrer und Kunsthistoriker Manfred Hermann erforscht.

## Geschichte
Die heutige politische Gemeinde ist 1970 aus den bis dahin selbständigen Gemeinden Unterglottertal, Oberglottertal, Ohrensbach und, in einem von Süden nach Norden senkrecht der Glotter zustrebenden eigenen Tal, Föhrenbach entstanden. Früh waren die Klöster Einsiedeln, St. Margarethen in Waldkirch, St. Peter auf dem Schwarzwald und das Bistum Konstanz im Glottertal begütert. Im Rotulus Sanpetrinus, einem Besitzverzeichnis von St. Peter, wird „glotertal“ im Jahr 1112 erstmals schriftlich erwähnt. Die weltliche Herrschaft ging sukzessive – zum Beispiel über die Zähringer, die Herren von Falkenstein und die Schwarzenberger – an die Habsburger über, zuletzt 1774 Föhrenbach. Mit dem Reichsdeputationshauptschluss 1803 und dem Frieden von Pressburg 1805 fiel Glottertal an das Großherzogtum Baden. Kirchlich kam es 1821 zum neu gegründeten Erzbistum Freiburg.

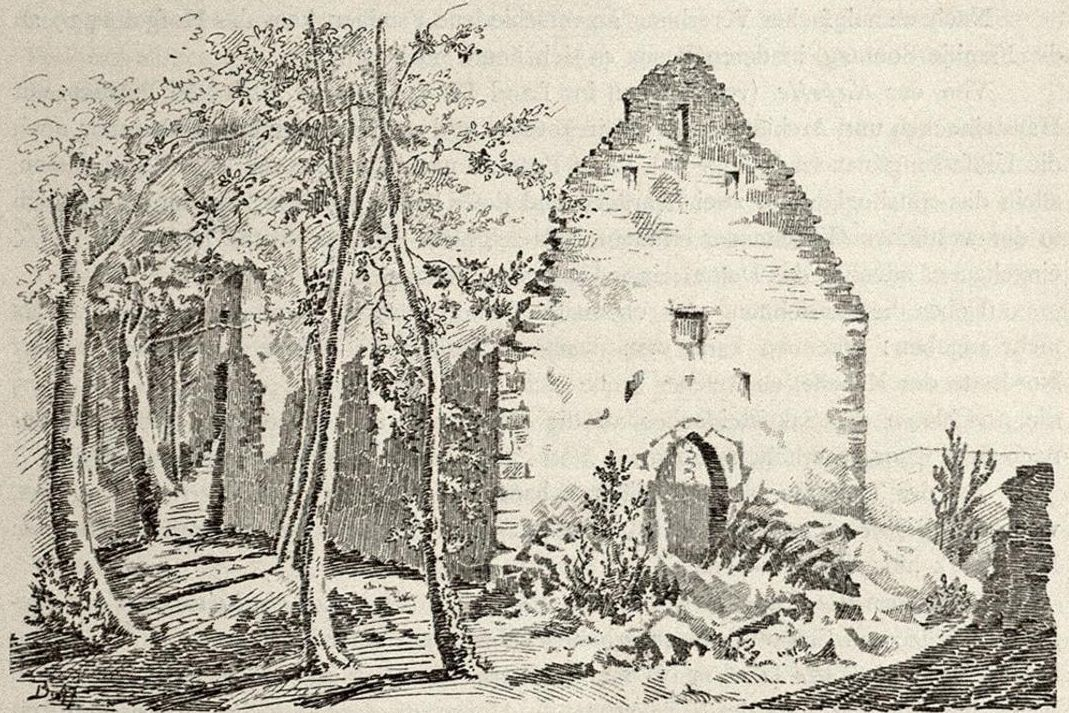
Ruine der Severinskapelle auf dem Mauracher Berg, um 1900

Kirchlich bildeten die vier Glottertäler Ursprungsorte immer eine Einheit. Über Jahrhunderte mussten ihre Bewohner zum Gottesdienst eine Kirche auf dem Mauracher Berg nordöstlich von Denzlingen aufsuchen. Sie war Eigenkirche eines fränkischen Adeligen und Mutterkirche für das Glottertal. Reste einer spätgotischen, die Jahreszahl 1497 tragenden Kapelle sind erhalten. Sie war einem heiligen Severin – Severin von Köln oder Severin von Noricum – geweiht. Ob das auch für die vorangehende Pfarrkirche galt, bleibt unbekannt. 962 entzog Kaiser Otto der Große dem Mauracher Herren Guntram etliche Besitztümer und schenkte Maurach mit Kirche und zugehörigen Höfen dem Bischof Konrad von Konstanz. Vermutlich um 970 errichtete der Bischof in der Nähe seines Herrenhofes im Glottertal eine Kirche. In den folgenden Jahrhunderten ging es mit der Mauracher Kirche bergab, und Glottertal übernahm die Pfarrrechte. Im Liber decimationis des Bistums Konstanz wird 1275 das spätere Dekanat Waldkirch „decanatus Gloter“ genannt, im Jahr 1326 eine Kirche dort erwähnt. Die Blasius-Widmung hängt mit der wachsenden Verehrung des Heiligen als des Schutzherren des Klosters St. Blasien zusammen. 1517 heißt St. Blasius ausdrücklich Pfarrkirche: Ein Michael Zell sei „dißer Zeit Inuestirter Vicarius der Pfarrkirch zue Glotteren vndt derselben Muetter zu Muren Costantzer Bistumbß“ gewesen – „derzeitiger investierter Vikar der Pfarrkirche im Glottertal und deren Mutterkirche in Maurach, Bistum Konstanz.“

## Baugeschichte
Die Jahreszahl „1458“ im Scheitel des vom ehemaligen Chor – der heutigen Sakristei – in den Turm führenden Türchens lässt vermuten, dass damals der Patronatsherr Hans Werner von Schwarzenberg den schon älteren Chor mit einem Netzgewölbe ausstatten und den Turm nördlich anbauen ließ. Das Langhaus schloss sich westlich an den Chor an. Nach Zerstörungen im Dreißigjährigen Krieg wurden um 1660 die Altäre wiederhergestellt. Eine Blasiusfigur, wohl von Bartholomaeus Winterhalder, befindet sich heute in Glottertäler Privatbesitz.

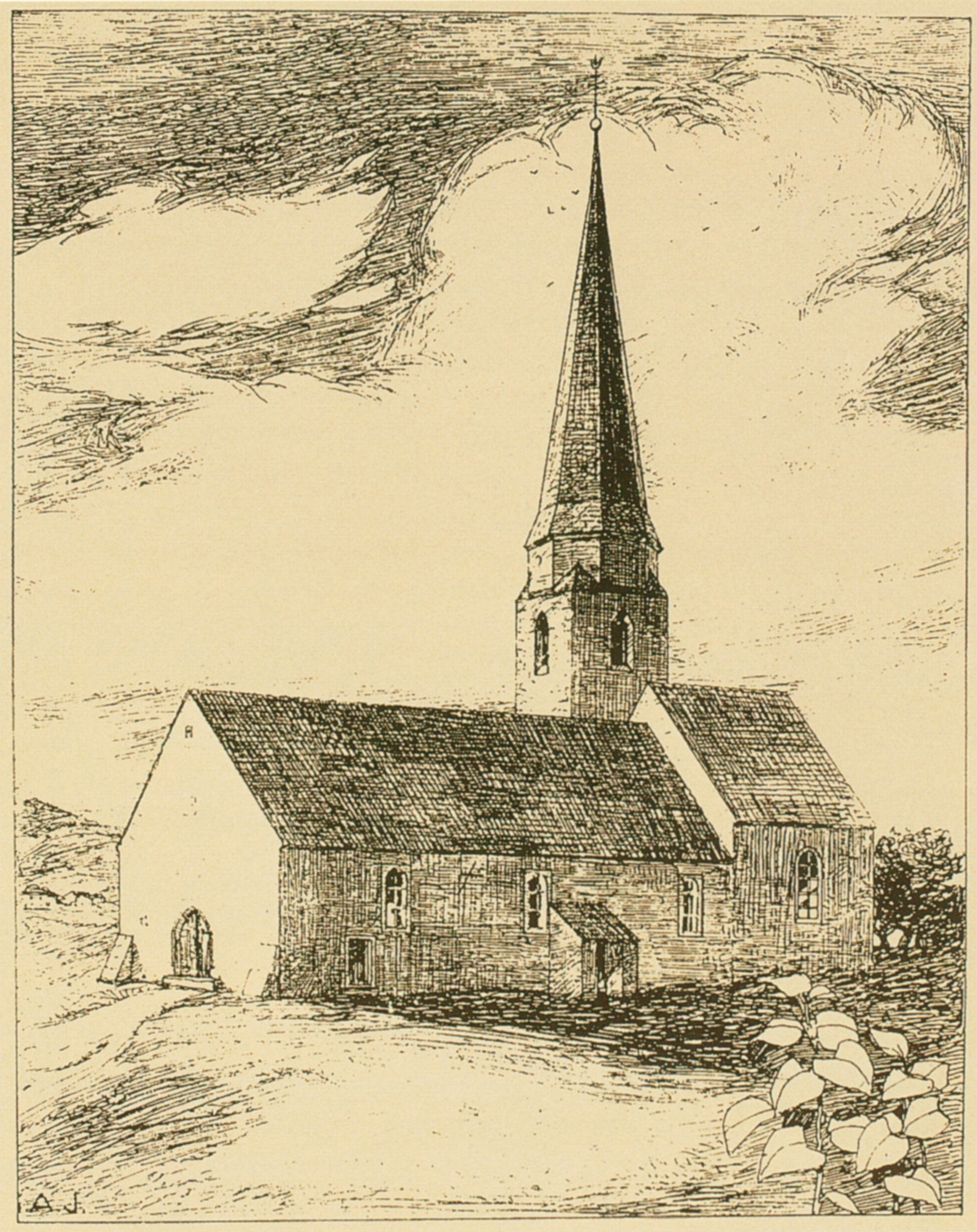
St. Blasius vor 1893.
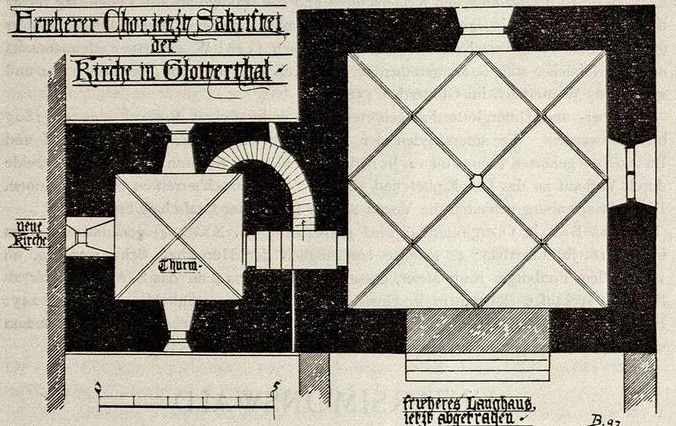
Grundriss der mittelalterlichen Teile: Chor und Turm; Nord ist links

Um 1720 wurde unter Pfarrer Josef Meid (Pfarrer an St. Blasius von 1714 bis 1755) das Langhaus um 9 Meter nach Westen verlängert, der Turm um ein Achteckgeschoss und eine Kuppel erhöht und die Kirche im Ganzen restauriert. 1801 wurde die Kuppel durch einen Spitzhelm ersetzt.
Neubaupläne zu Beginn des 19. Jahrhunderts, an denen der Karlsruher Bauinspektor Christoph Arnold beteiligt war, blieben folgenlos. 1852 wurde der Friedhof um die Kirche geschlossen. 1858 schuf Franz August Glänz (1830–1863) einen neuen Hochaltar, dessen Maria-Immaculata-Figur in der Sakristei erhalten ist.
Schließlich nahm Pfarrer August Brettle (Pfarrer an St. Blasius von 1890 bis 1900) den Neubau von Kirche und Pfarrhaus resolut in Angriff. Die Pläne sind im Wesentlichen das Werk von Max Meckel. Chor und Turm der alten Kirche sollten bleiben, ein neues Langhaus sollte nördlich an den Turm angebaut, das alte Langhaus aber bis zur Fertigstellung des neuen dem Gottesdienst dienen und erst dann abgerissen werden. Am 25. Juni 1893 legte Pfarrer Brettle den Grundstein zum neuen Langhaus. Am 11. September 1899 wurde die Kirche vom Freiburger Erzbischof Thomas Nörber geweiht. Unter Brettles Nachfolger Jakob Arnold (Pfarrer an St. Blasius von 1901 bis 1921) erachtete man „den Ausbau des Kirchturms als notwendig […]. Die hochragende Kirche verdeckt die Schallöffnungen und entzieht einem großen Teil der Gemeinde den Nutzen des Geläutes. Zugleich tritt die Disharmonie der Maßverhältnisse zwischen Turm und Kirche in schroffer Weise zu Tage.“ 1906 wurden nach Entwurf von Raimund Jeblinger auf die beiden untersten alten Geschosse ein weiteres quadratisches Geschoss, das achteckige Glockengeschoss und ein neuer Spitzhelm aufgesetzt. Die Ausmalung der Kirche, die – so der Stiftungsrat 1919 – „mit Ausnahme der Decke nur nackte Kalkwände aufweist“, musste bis nach dem Ersten Weltkrieg warten.
Von 1980 bis 1982 wurde die Kirche innen, von 1997 bis 1998 außen restauriert.

## Gebäude

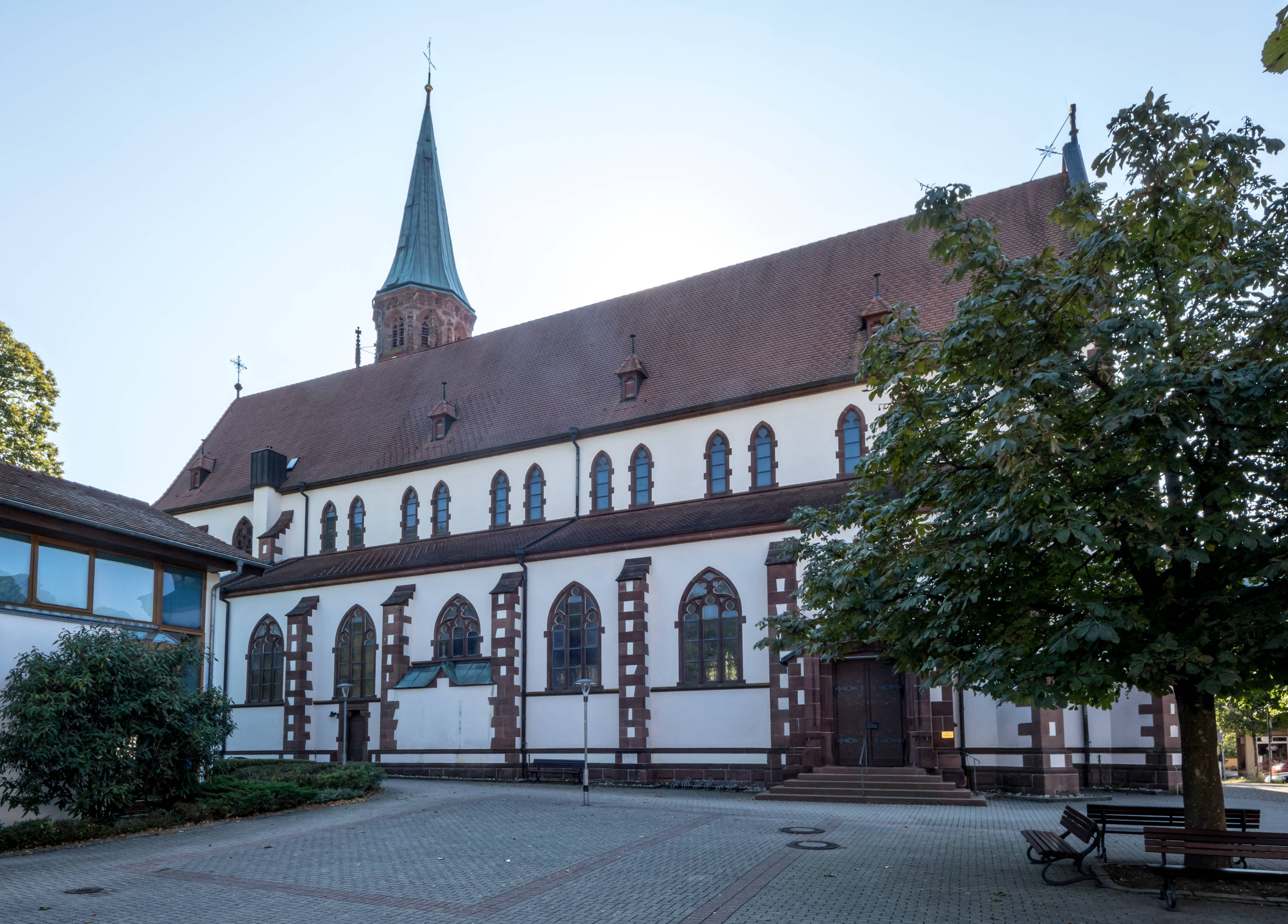
St. Blasius von Nord

Frei steht die mächtig aufragende querhauslose Basilika an der Grenze zwischen Unter- und Oberglottertal auf dem Kirchplatz, nördlich der Durchgangsstraße. Nach Manfred Hermann gehört sie zu den schönsten Leistungen Max Meckels. „Das Gebäude wirkt durch den Wechsel seiner weißgetünchten Wände mit dem roten Sandstein an Strebepfeilern, Turmkanten, waagerechten Gesimsen, an Fensterlaibungen und Portalen ungemein lebendig.“ Von Südwesten erblickt man rechts neben dem Langhaus von 1893–1895 den Turm und noch einmal rechts den mittelalterlichen, gerade schließenden netzgewölbten Chor (die heutige Sakristei), dessen Chorbogen zum alten Schiff bis auf einen rundbogigen Eingang zugemauert ist. Daneben lehnen zwei niedrige Strebepfeiler an die alte Chorwand. In der Süd- und der Ostwand des alten Chores öffnen sich Maßwerkfenster.
Die Westfassade stützen an den Ecken schräg stehende  Strebepfeiler. Über fünf Stufen erreicht man das etwas zurückgesetzte Portal. Seitlich davon beleben zwei Rechteckfenster, über dem Hauptgesims, das sich auf die Westseiten der Seitenschiffe fortsetzt, ein großes fünfbahniges Spitzbogenfenster und weiter oben eine Fensterrose mit Fischblasenmaßwerk die Fassade.
Die Seitenschiffe besitzen jeweils sechs Fenster mit abwechslungsreichem Maßwerk, dazu je ein Fenster im Westabschluss. Die Obergaden des Mittelschiffs besitzen sechs schmale, schlichte Fensterpaare. In der zweiten Fensterachse liegen Seiteneingänge. Der neue Chor schließt polygonal und erhält durch hohe Maßwerkfenster Licht.

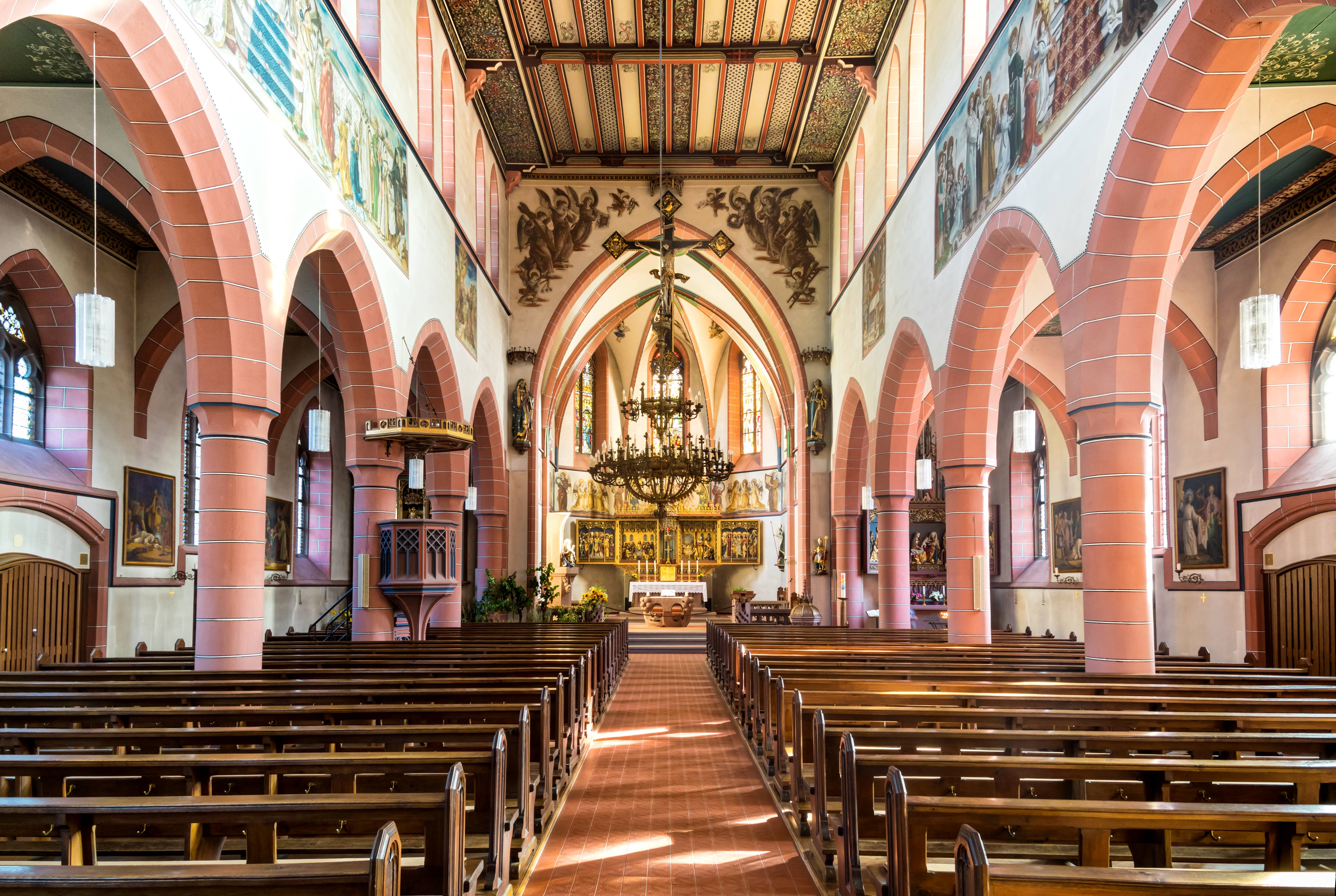
Inneres nach Osten

Der Turm, in der alten Kirche ein nördlicher, im Gebäude von 1893–1895 ein südlicher Chorflankenturm, ist in den zwei Untergeschossen – das unterste kreuzrippengewölbt mit abgearbeiteten Rippen – noch mittelalterlich.  Darauf stehen Jeblingers drei Geschosse, Höhepunkt das ganz in Haustein ausgeführte und von Fialen begleitete Achteck mit Zifferblättern in alle Himmelsrichtungen.
Das Innere des Langhauses ist klar in Mittelschiff und niedrigere Seitenschiffe gegliedert. Mittelschiff wie Seitenschiffe sind flach mit Holz gedeckt. Gurtbögen teilen die Seitenschiffe in ihre Joche. Jederseits des Mittelschiffs tragen fünf Rund- und zwei Halbsäulen mit schlichten Kapitellen und Arkaden darüber die Hochschiffwand. Unter den Zwillingsfenstern des Obergadens verläuft ein schmales Gesims.  Die Querbalken der Mittelschiffdecke ruhen auf Steinkonsolen. Eine hölzerne Empore im Westen trägt die Orgel.

## Ausstattung

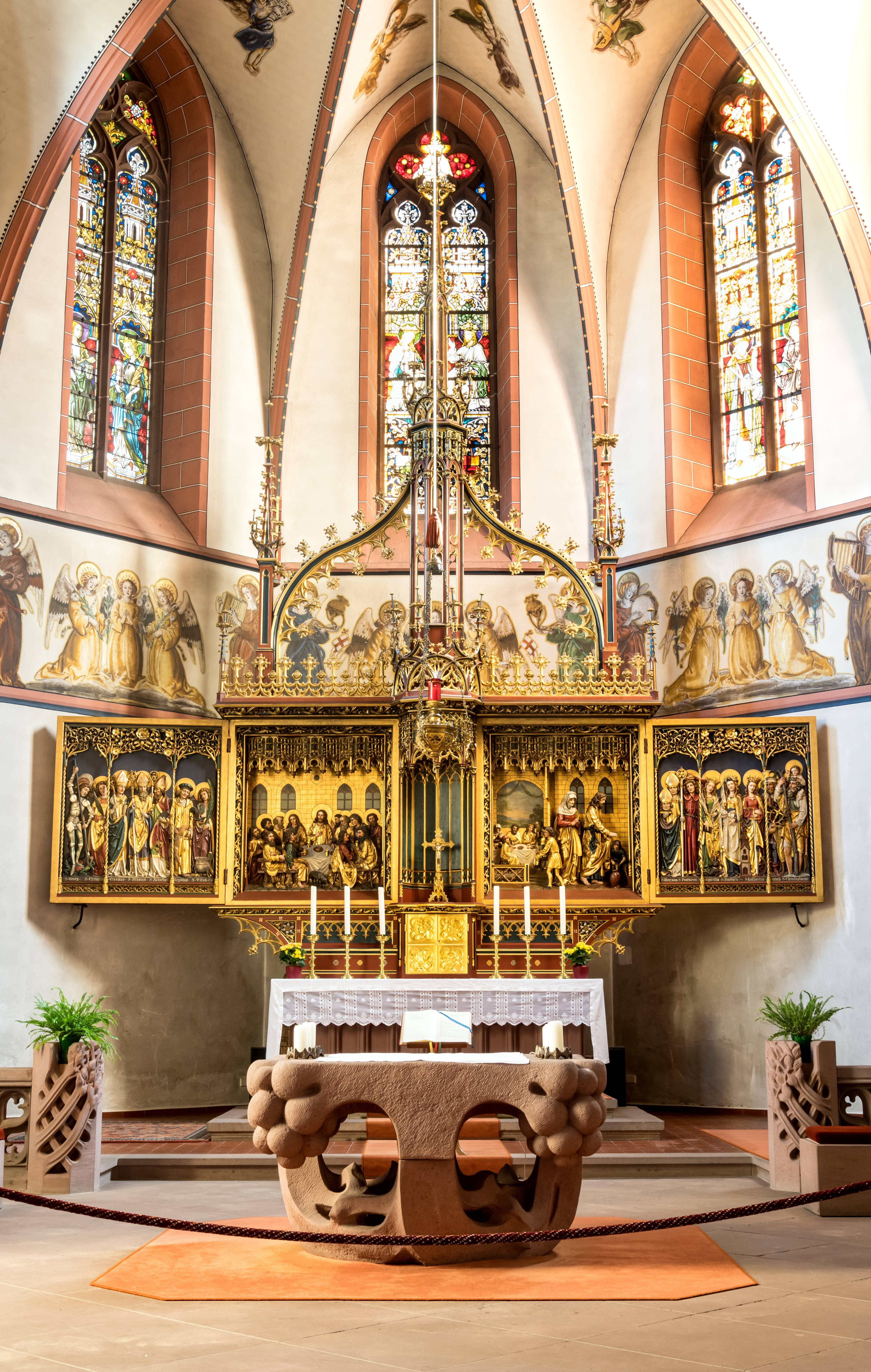
Chor

Die westliche Giebelwand des ehemaligen Chors schmückt ein Glasmosaik des heiligen Christophorus, wie er, auf einen Baumstamm gestützt und mit wehendem Mantel, den Jesusknaben durch einen Fluss trägt. Der Entwurf stammt von Franz Schilling (siehe unten); die Ausführung übernahmen die 1902 von dem Glasmaler Eugen Börner (1855–1942) gegründeten Offenburger Glasmosaik-Werke.

### Malerei an Wänden und Decken
Die Ausmalung der Kirche einschließlich der Holzdecken schufen 1919 und 1920 der in Freiburg ansässige Maler Carl Philipp Schilling und sein Neffe Franz Schilling. Zwar wurde die geplante Zumauerung von beidseits zwei Obergadenfenstern zugunsten von Malflächen vom Erzbischöflichen Ordinariat in Freiburg untersagt. Jedoch sind Carl Philipp Schillings Langhausbilder an den Wandstreifen unter den Obergadenfenstern monumental genug:
- Im Norden thront in der Mitte mit rot flammendem Herzen Christus, dem weltliche und geistliche Mächte huldigen. Im Hintergrund sind das Freiburger Münster, die Glottertäler Kirche, die Hochburg bei Emmendingen und die Alpen zu sehen. Seitlich erscheinen in separaten Quadraten die Herz Jesu-Vision der heiligen Margareta Maria Alacoque und die Stigmatisation des heiligen Franz von Assisi.

- Im Süden thront in der Mitte Maria, still im Gebet versunken. Engel, Heilige und Stifter verehren sie. Seitlich sind, wieder in separaten Quadraten, der heilige Hermann Joseph von Steinfeld zu sehen vor Maria mit ihrem Kind, dem der Heilige einen Apfel gibt, sowie Dominikus, dem Maria den Rosenkranz, und Simon Stock, dem Maria das Skapulier überreicht.

Die sechs großen und vier kleinen Engel der Chorbogenwand mit den Leidenswerkzeugen Jesu malte Franz Schilling, die Engel unter den Chorfenstern und an der Chordecke Carl Philipp Schilling.

### Glasmalerei
Nur die drei Fenster im Chorscheitel sind mit figürlicher Glasmalerei ausgestattet. Sie wurde 1897 nach Entwürfen von Fritz Geiges von der Werkstatt Helmle & Merzweiler in Sankt Georgen geschaffen.

Chorscheitelfenster
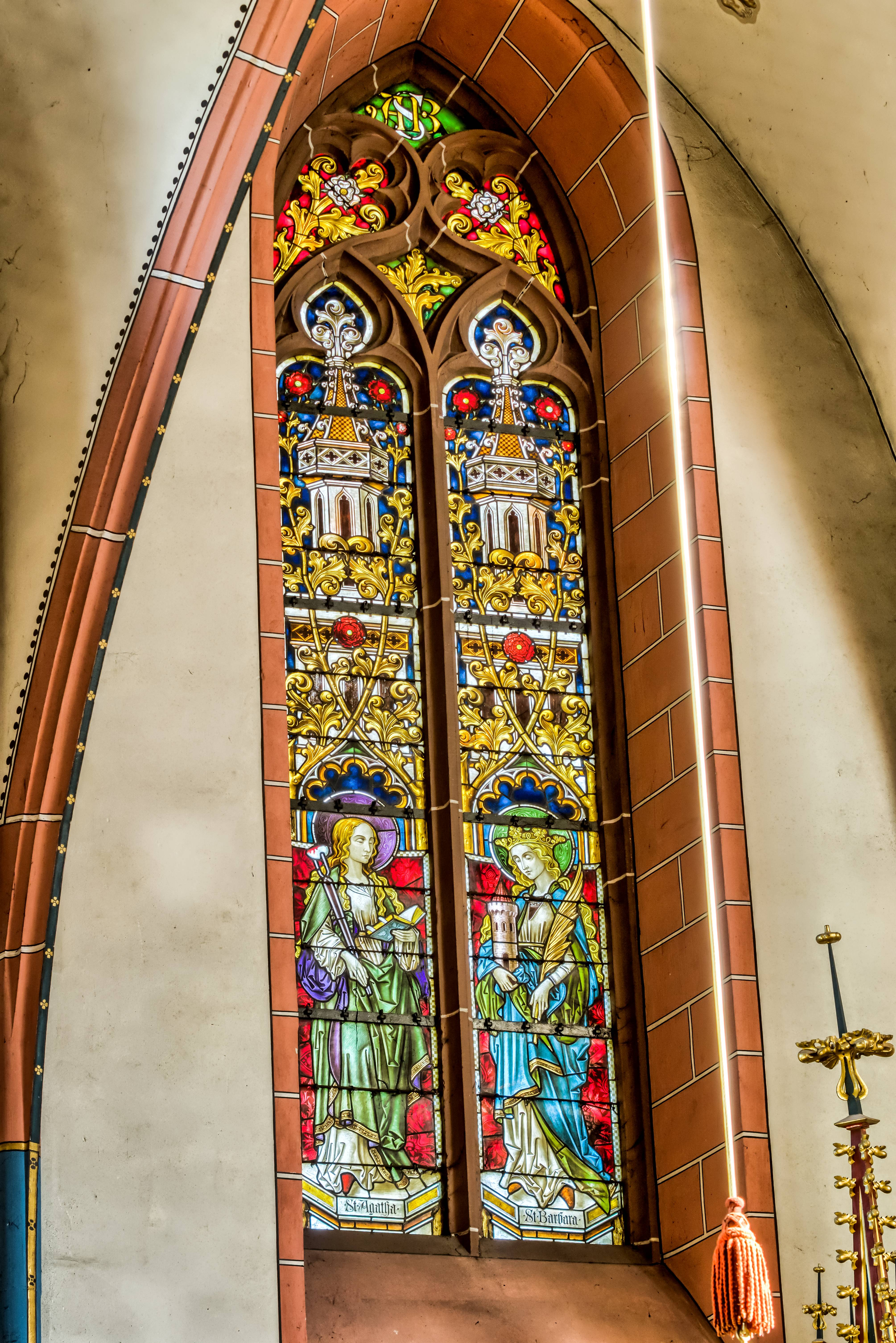
Linkes Fenster
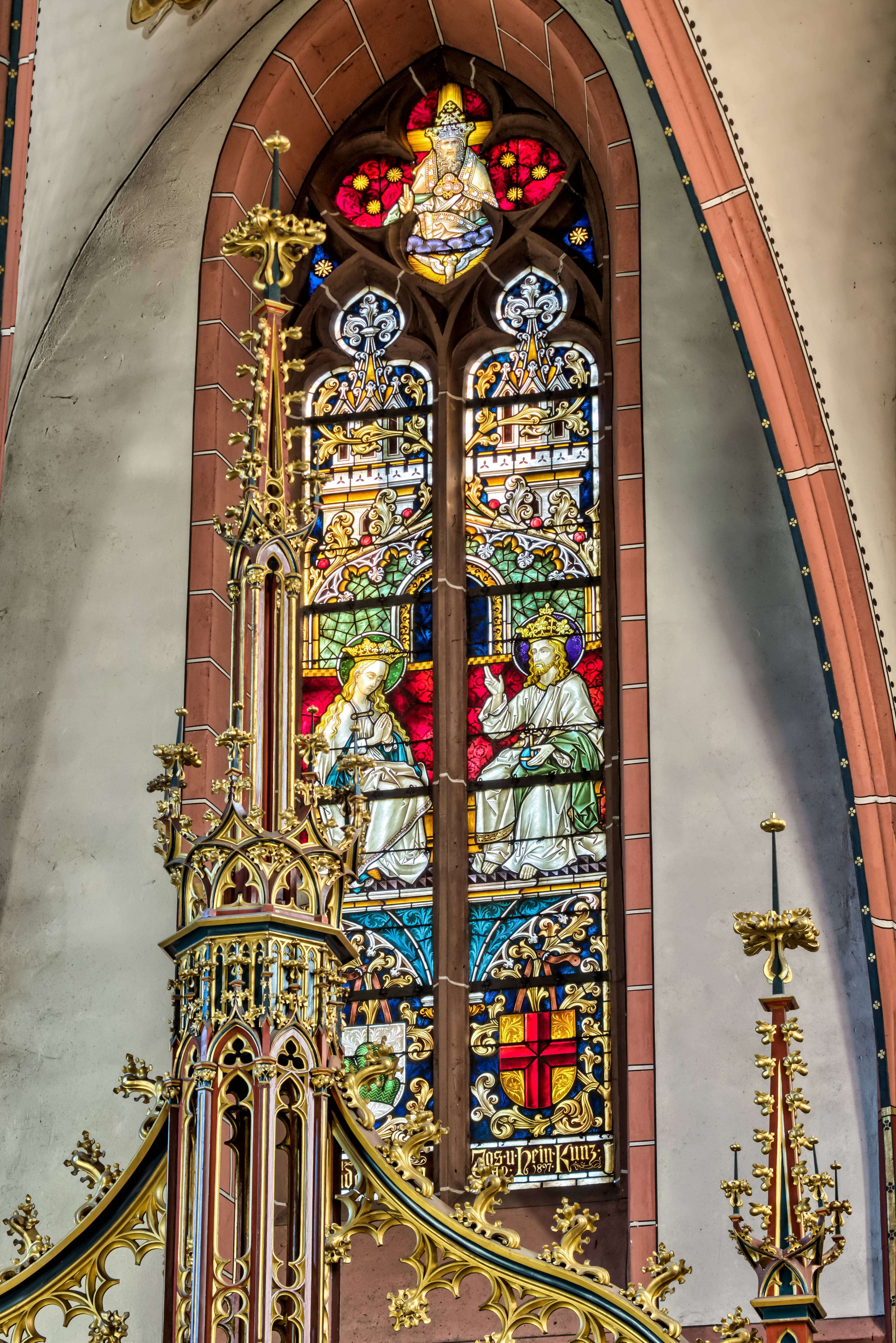
Mittleres Fenster
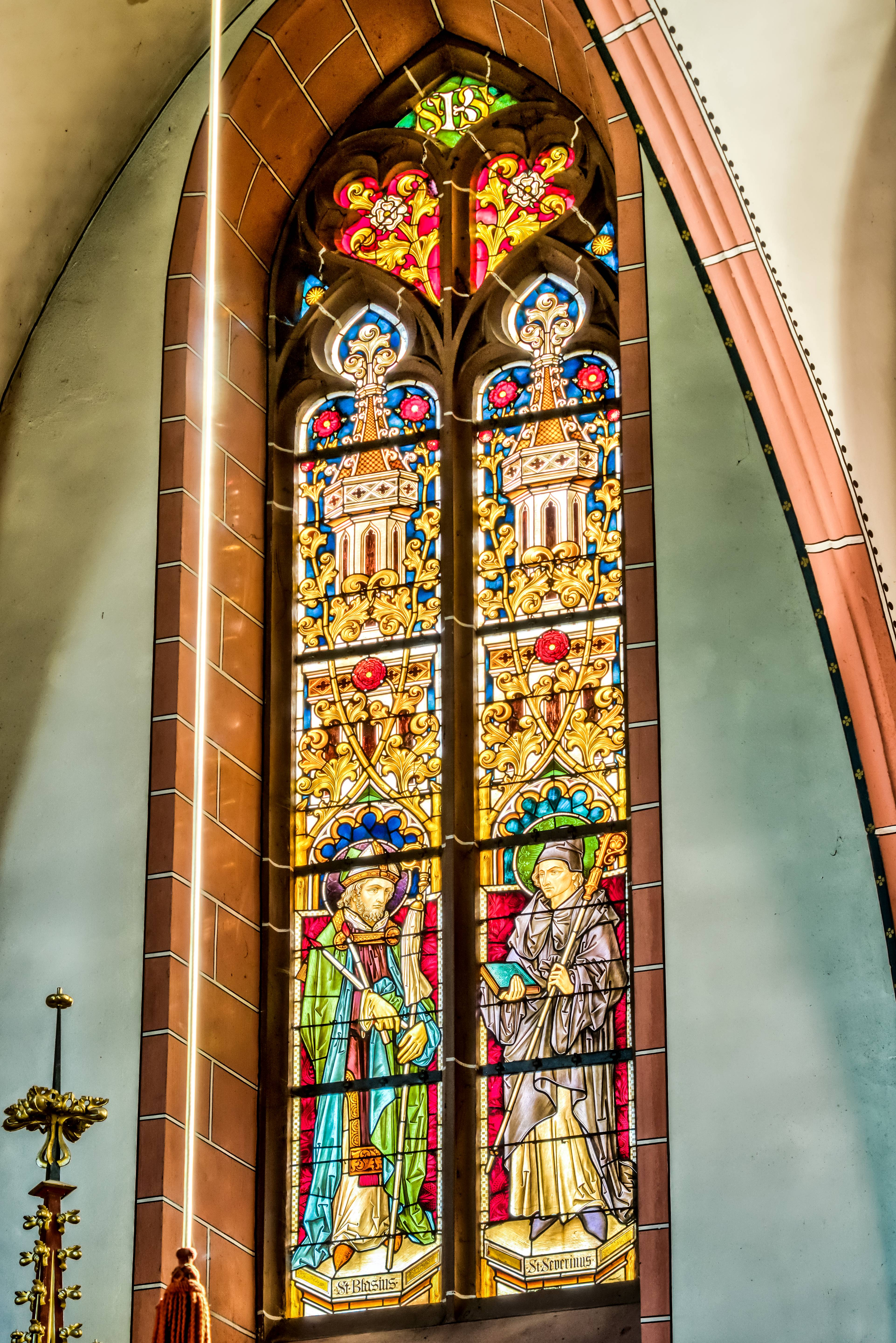
Rechtes Fenster

Von links nach rechts sind zwischen reichen gotischen Ornamenten dargestellt die heilige Agatha von Catania, in der Hand eine Zange mit der Brust, die ihr beim Martyrium abgeschnitten wurde; dann Barbara von Nikomedien mit einem Turm, dessen drei Fenster auf die Dreifaltigkeit Gottes hinweisen; im mittleren Fenster Maria und Jesus thronend und gekrönt; im rechten Fenster Blasius mit den zwei gekreuzten Kerzen, mit denen in der katholischen Kirche der Blasiussegen erteilt wird, und Severin, nach Manfred Hermann Severin von Noricum.

### Neugotische Altäre
Die drei neugotischen Altäre von 1895 sind „wohl in allen Einzel-Szenen getreue Kopien mittelalterlicher Werke“.

Hauptaltar
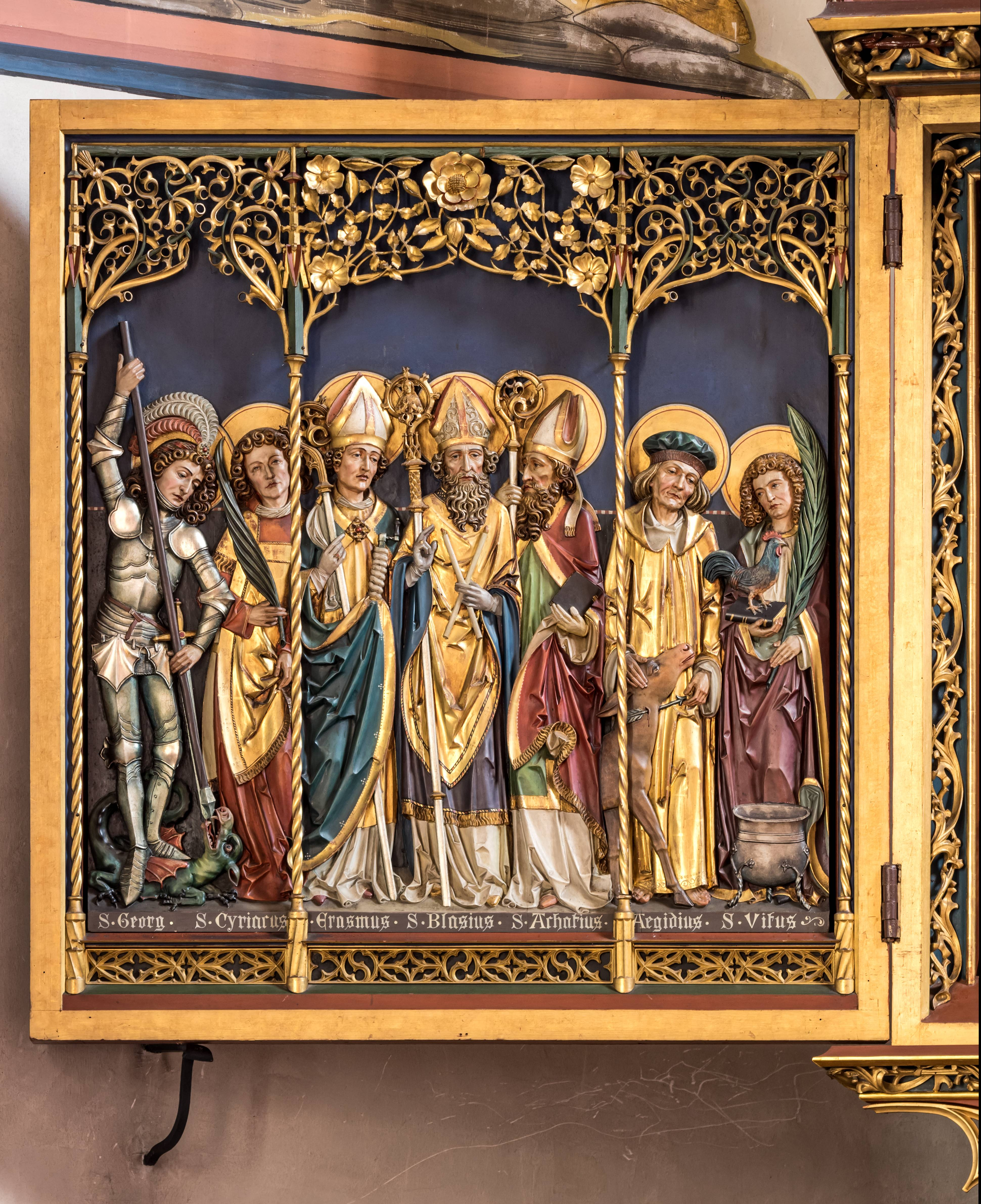
Innenseite des linken Flügels
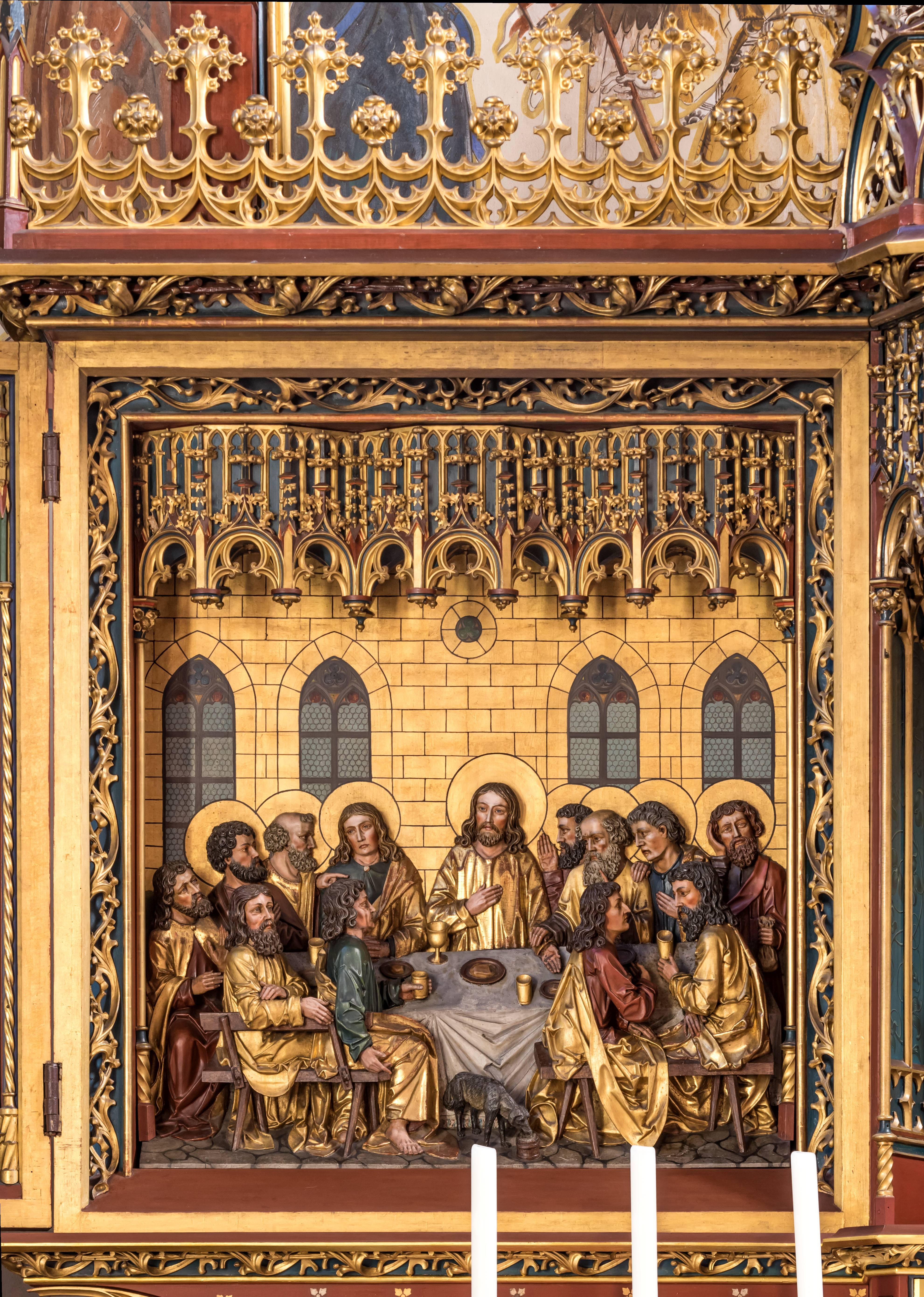
Linke Seite des Schreins
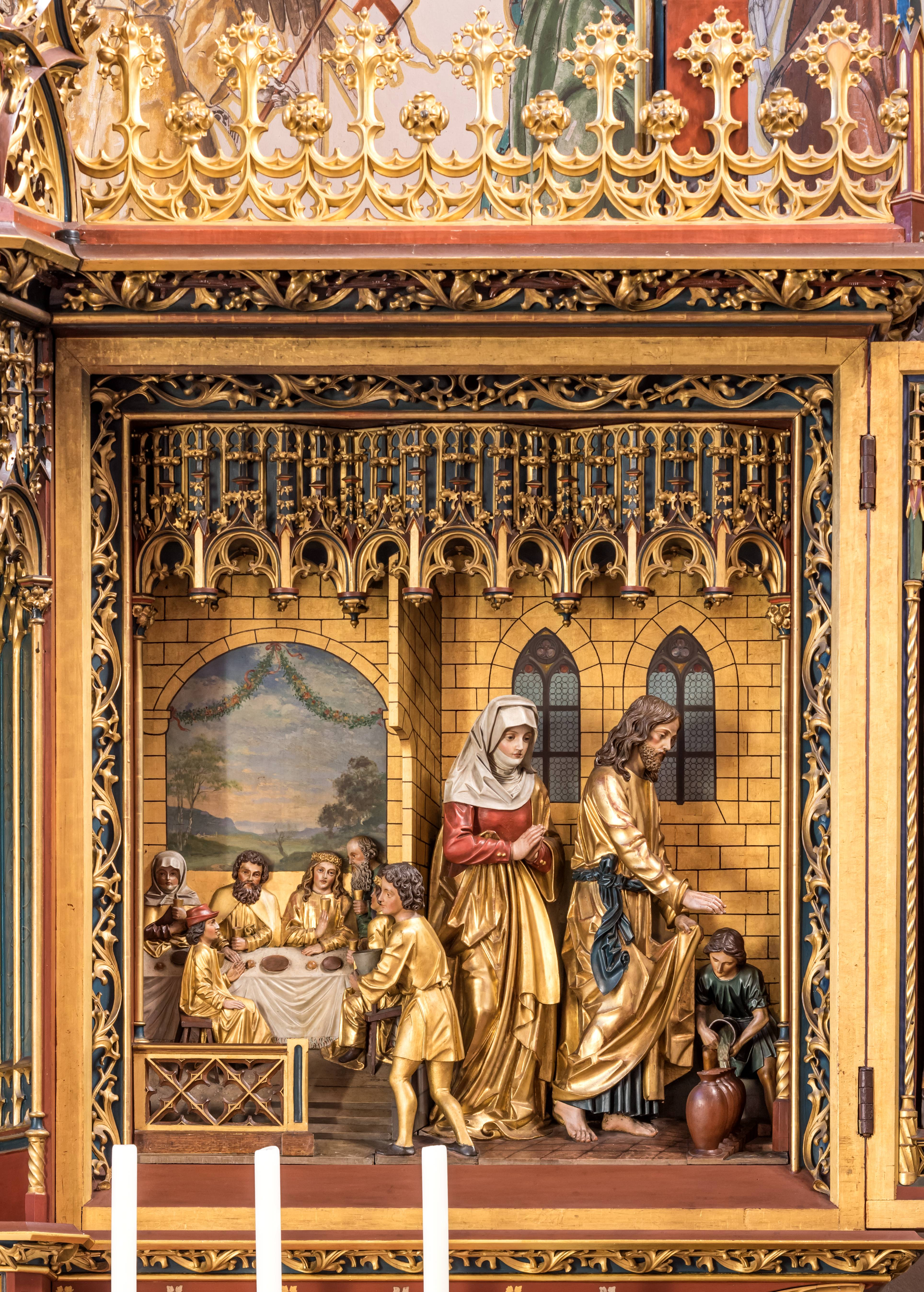
Rechte Seite des Schreins
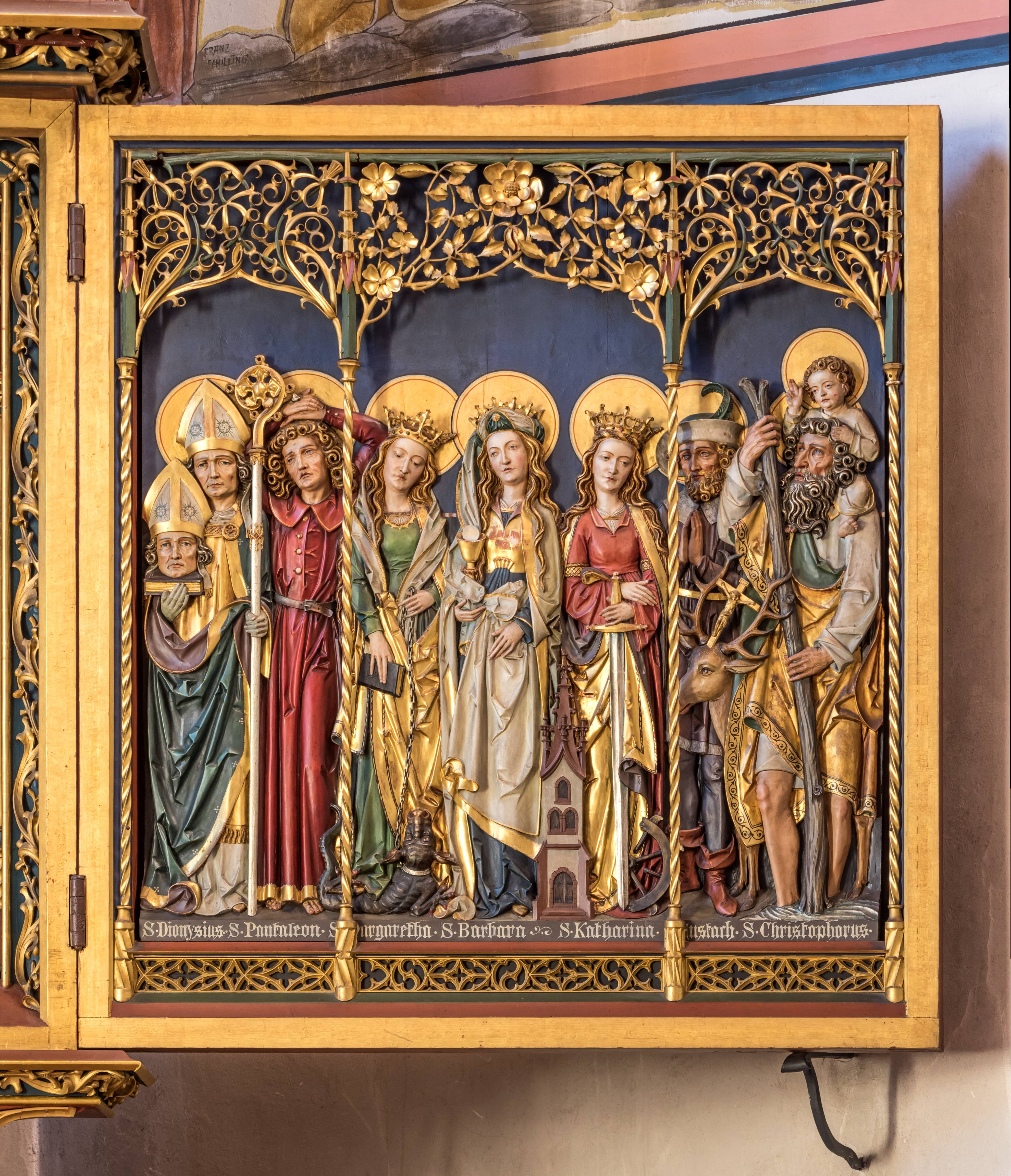
Innenseite des rechten Flügels

Den Hochaltar fertigte die Werkstatt von J. Rotermund, einem Sohn oder Enkel des Nürnberger Bildhauers Johann Lorenz Rotermund (1789–nach 1845), als Flügelaltar an. Hermann bezeichnet die Qualität von Schnitzerei wie Malerei als „ungewöhnlich hoch und heute von unschätzbarem Wert“. Über dem Tabernakel in der Mitte der Predella, der mit vergoldeten Evangelisten-Symbolen verziert ist, erhebt sich im Schrein die Nische zur Aussetzung des Allerheiligsten. Links neben ihr ist das letzte Abendmahl Jesu (1 Kor 11,23-26 ), rechts die Hochzeit zu Kana (Joh 2,1-12 ) als Schnitzwerk dargestellt. Auf den Innenseiten der Flügel erscheinen die vierzehn Nothelfer, als Halbreliefs gestaltet und mit ihren Namen beschriftet, nämlich
- auf dem linken Flügel von links nach rechts:

Georg, wie er den Drachen tötet;
Cyriacus mit Märtyrerpalme, aber ohne persönliches Attribut;
Erasmus von Antiochia mit seinem bei der Folter auf eine Winde gewickelten Darm;
Blasius mit den zwei gekreuzten Kerzen;
ein „Achatius“ unbekannter Identität; der üblicherweise unter die Vierzehn Nothelfer gezählte Achatius von Byzanz war Soldat, während die Glottertäler Schnitzfigur als Bischof gegeben ist;
Ägidius mit der Hirschkuh, die ihn nährte und die er vor einem Pfeilschuss rettete;
Vitus mit dem Topf voll heißen Öls, dem er unversehrt entstieg, und einem Hahn: ein mit einem Hahn verziertes Silberreliquiar mit den Gebeinen des Heiligen half zur Bekehrung der heidnischen Pommern;
- auf dem rechten Flügel von links nach rechts:

Dionysius mit seinem abgeschlagenen Kopf auf der rechten Hand;
Pantaleon, dem man bei seinem Martyrium die Hände auf den Kopf nagelte;
Margareta von Antiochia, die den Drachen, der sie verschlingen wollte, mit dem Zeichen des Kreuzes abwehrte;
Barbara mit Kelch, Hostie und wieder dem dreifenstrigen Turm;
Katharina von Alexandrien mit einem Schwert und dem Rad zu ihrer Folterung, das ein Engel zerschmetterte;
Eustachius als Jäger, vor ihm der Hirsch mit dem Kruzifix im Geweih, der ihm mehrfach erschien, worauf er sich taufen ließ;
Christophorus mit dem Jesuskind.
Die Außenseiten der Flügel sind mit Gemälden geschmückt, der linke Flügel mit der Gregorius-Messe, der rechte mit der Kreuzigung Jesu.
Über dem Schrein steigt eine Kielbogen-Bekrönung mit Stabwerk, Baldachin und Fialen auf.

Seitenaltäre
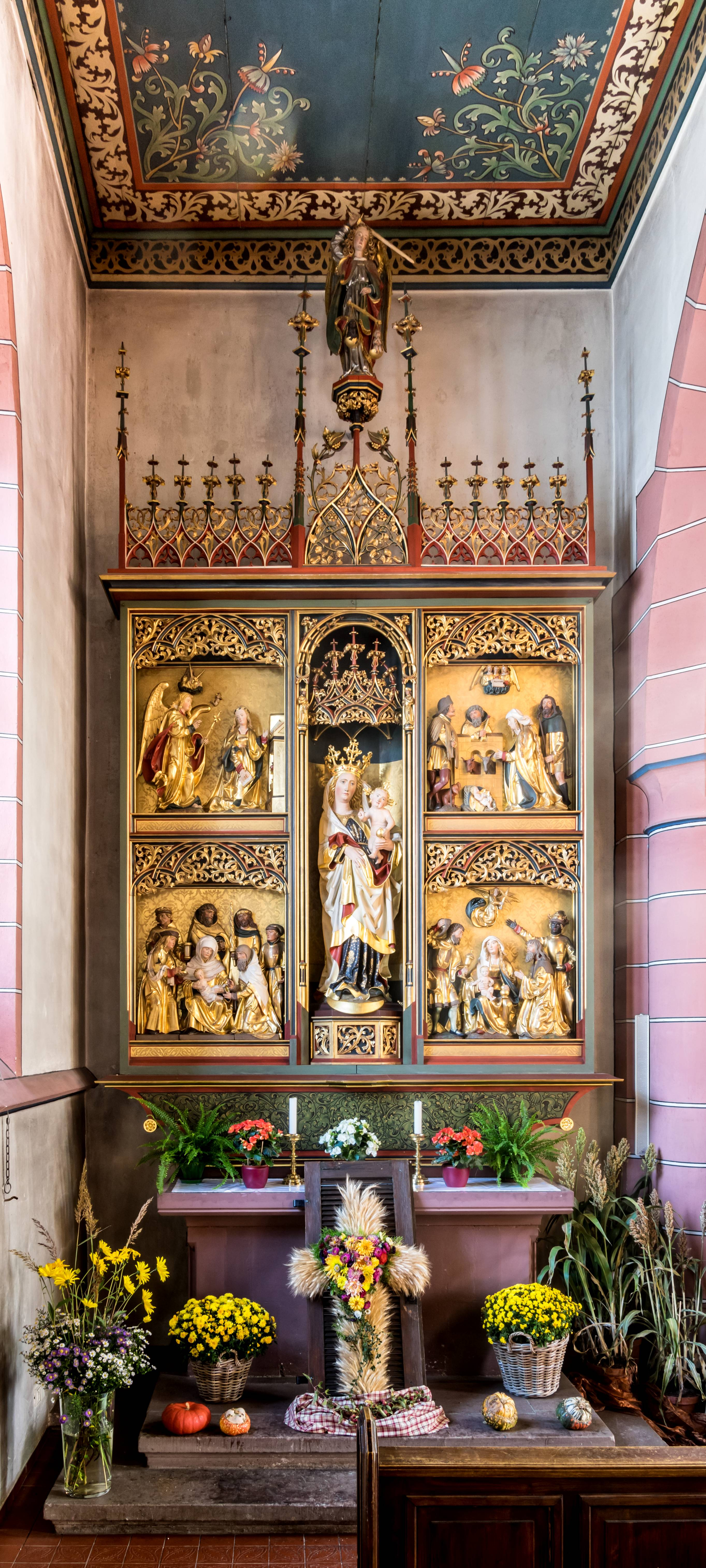
Linker Seitenaltar
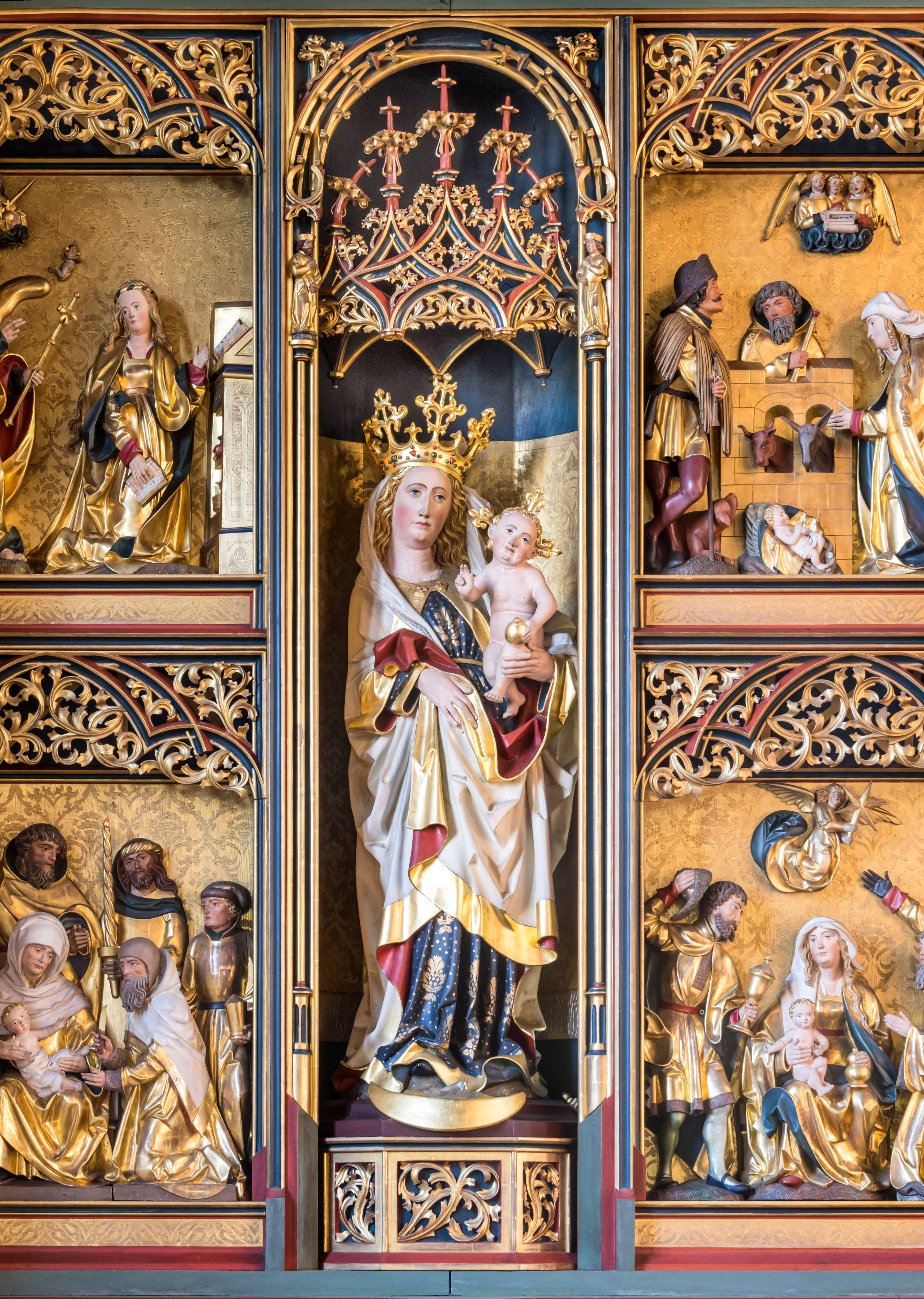
Linker Seitenaltar: Retabel
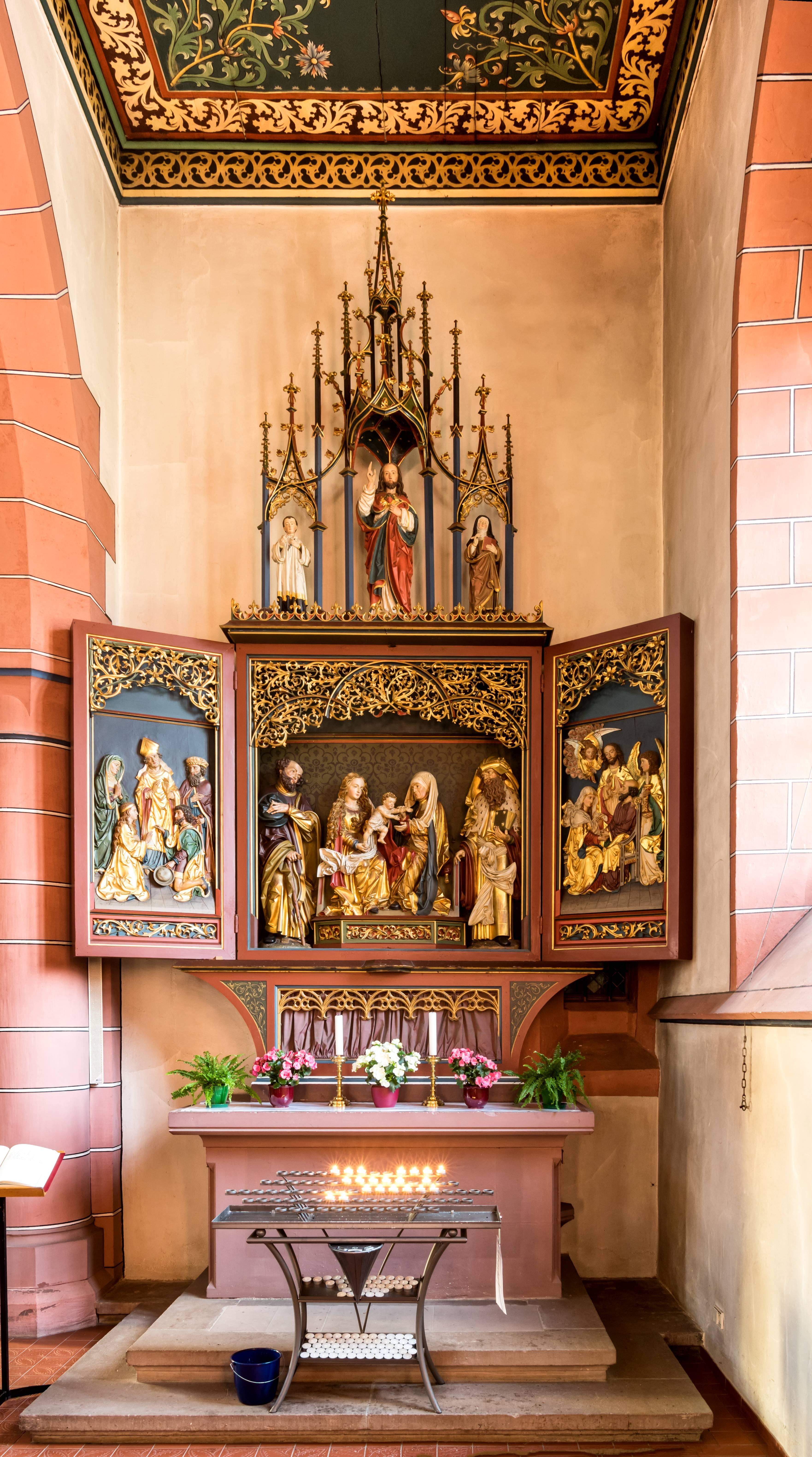
Rechter Seitenaltar
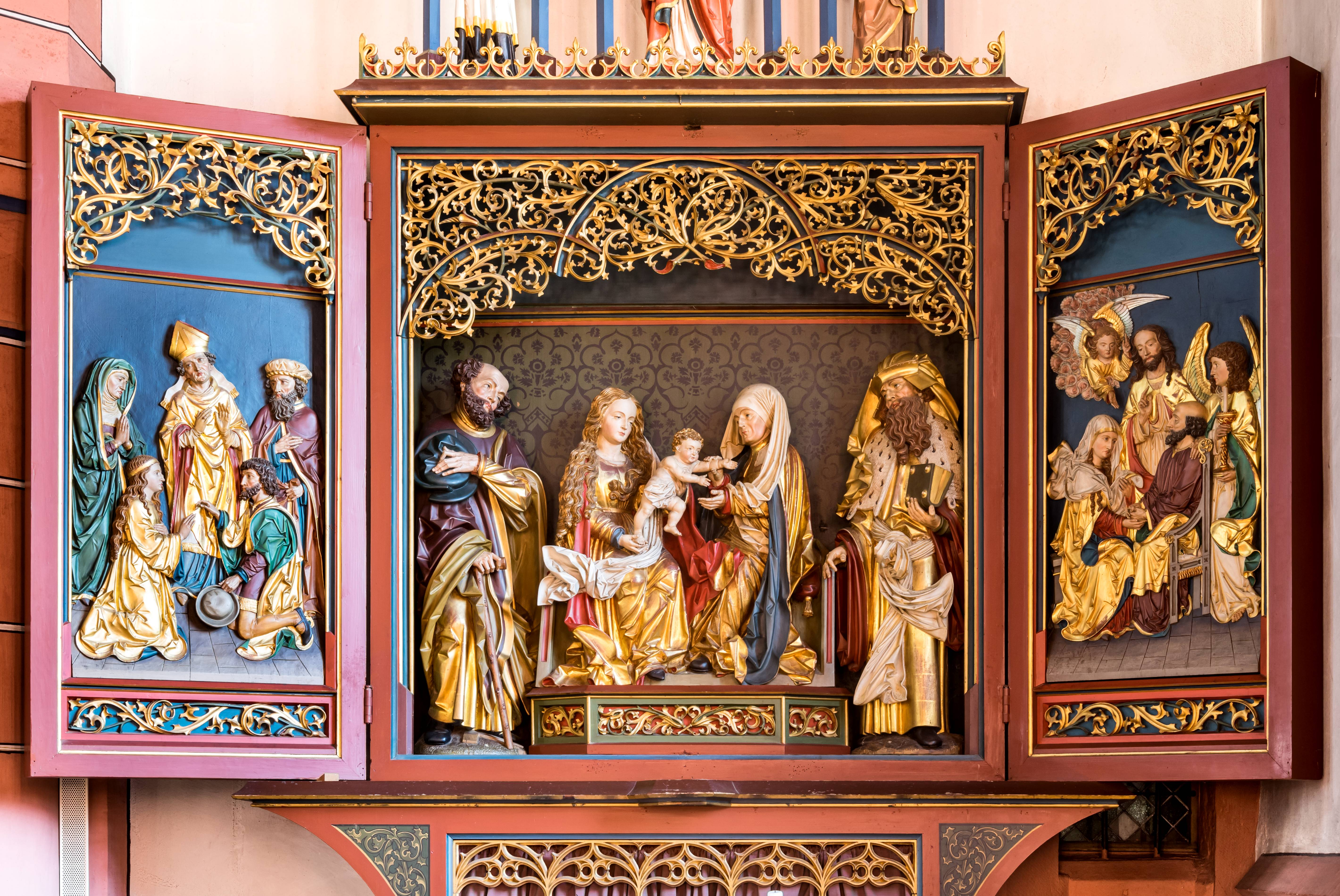
Rechter Seitenaltar: Schrein mit Flügeln

Die Seitenaltäre schnitzte Joseph Dettlinger aus Freiburg. Sein Probestück, die Madonna des linken Altars, gefiel so, dass er den Auftrag erhielt.
Um die Madonna des linken Altars sind Szenen aus der Kindheit Jesu angeordnet, die Verkündigung an Maria, die Anbetung durch die Hirten in Bethlehem, die Anbetung durch die Heiligen Drei Könige und die Beschneidung (Lk 2,21 ). Im Gesprenge steht Michael als Seelenwäger.
Der rechte Altar ist als Flügelaltar gestaltet. Im Schrein ist die Heilige Sippe zu sehen, die Dettlinger dem „Annenaltar“ des Freiburger Münsters nachschnitzte. Das Zentrum bildet eine Anna-selbdritt-Gruppe auf einem Podest: Das Jesuskind hüpft vom Schoß seiner Mutter in die Arme seiner Großmutter Anna, nach apokrypher Überlieferung Marias Mutter. Links steht Josef, rechts Joachim, apokrypher Vater Marias. Der linke Flügel zeigt die Vermählung von Maria und Josef, der rechte Josefs Tod. Vor dem Sterbenden kniet Maria, hinter beiden steht segnend Jesus. Ein Engel hält die Sterbekerze, ein zweiter weist den Weg hinauf zum Himmel. Im Gesprenge steht in der Mitte Jesus, wie beim Obergadengemälde sein rotes, strahlenumgebenes Herz auf der Brust. Hinzu kommt links der heilige Aloisius von Gonzaga und rechts eine Nonne, wohl die heilige Birgitta von Schweden, Namenspatrone der Stifter des Altars.

### Orgel
Die Orgel wurde 1986 von der Orgelbauwerkstatt Claudius Winterhalter (Oberharmersbach) erbaut, unter Wiederverwendung von Registern der Vorgängerorgel, die 1897 von Franz Anton Kiene (Waldkirch) mit 20 Registern auf zwei Manualen und Pedal erbaut worden war. Der Prospekt lehnt sich eng die Kiene-Orgel von 1898 an. Das Schleifladen-Instrument hat 30 Register auf zwei Manualwerken und Pedal. Die Spieltraktur ist mechanisch, die Registertraktur elektrisch.
| I Hauptwerk C–g3 |               |          |     |
| 01.              | Bourdon       | 16′ 0    | (K) |
| 02.              | Principal     | 08′      |     |
| 03.              | Holzflöte     | 08′      |     |
| 04.              | Gemshorn      | 08′ 0    | (K) |
| 05.              | Octave        | 04′      |     |
| 06.              | Traversflöte  | 04′ 0    | (K) |
| 07.              | Octave        | 02′      |     |
| 08.              | Cornett III-V | 02 ⁄3′ 0 | (K) |
| 09.              | Mixtur IV     | 01 ⁄3′   |     |
| 10.              | Trompette     | 08′      |     |
| 11.              | Clairon       | 04′      |     |

| II Schwellwerk C–g3 |                      |         |     |
| 12.                 | Holzgedackt          | 08′ 0   | (K) |
| 13.                 | Salicional           | 08' 0   | (K) |
| 14.                 | Voix céleste (ab c0) | 08′     |     |
| 15.                 | Principal            | 04′     |     |
| 16.                 | Rohrflöte            | 04′     |     |
| 17.                 | Nazard               | 02 ⁄3′  |     |
| 18.                 | Blockflöte           | 02′     |     |
| 19.                 | Tierce               | 01 3⁄5′ |     |
| 20.                 | Larigot              | 01 ⁄3′  |     |
| 21.                 | Cymbel IV            | 01 ⁄3′  |     |
| 22.                 | Hautbois             | 08′     |     |
|                     | Tremblant doux       |         |     |

| Pedalwerk C–f1 |               |        |     |
| 23.            | Violonbass    | 16′    |     |
| 24.            | Subbass       | 16′ 0  | (K) |
| 25.            | Praestant     | 08′    |     |
| 26.            | Octavbass     | 08′ 0  | (K) |
| 27.            | Tenoroctave   | 04′ 0  | (K) |
| 28.            | Rauschwerk IV | 02 ⁄3′ |     |
| 29.            | Bombarde      | 16′    |     |
| 30.            | Posaune       | 08′ 0  | (K) |

- Koppeln: II/I, I/P, II/P.

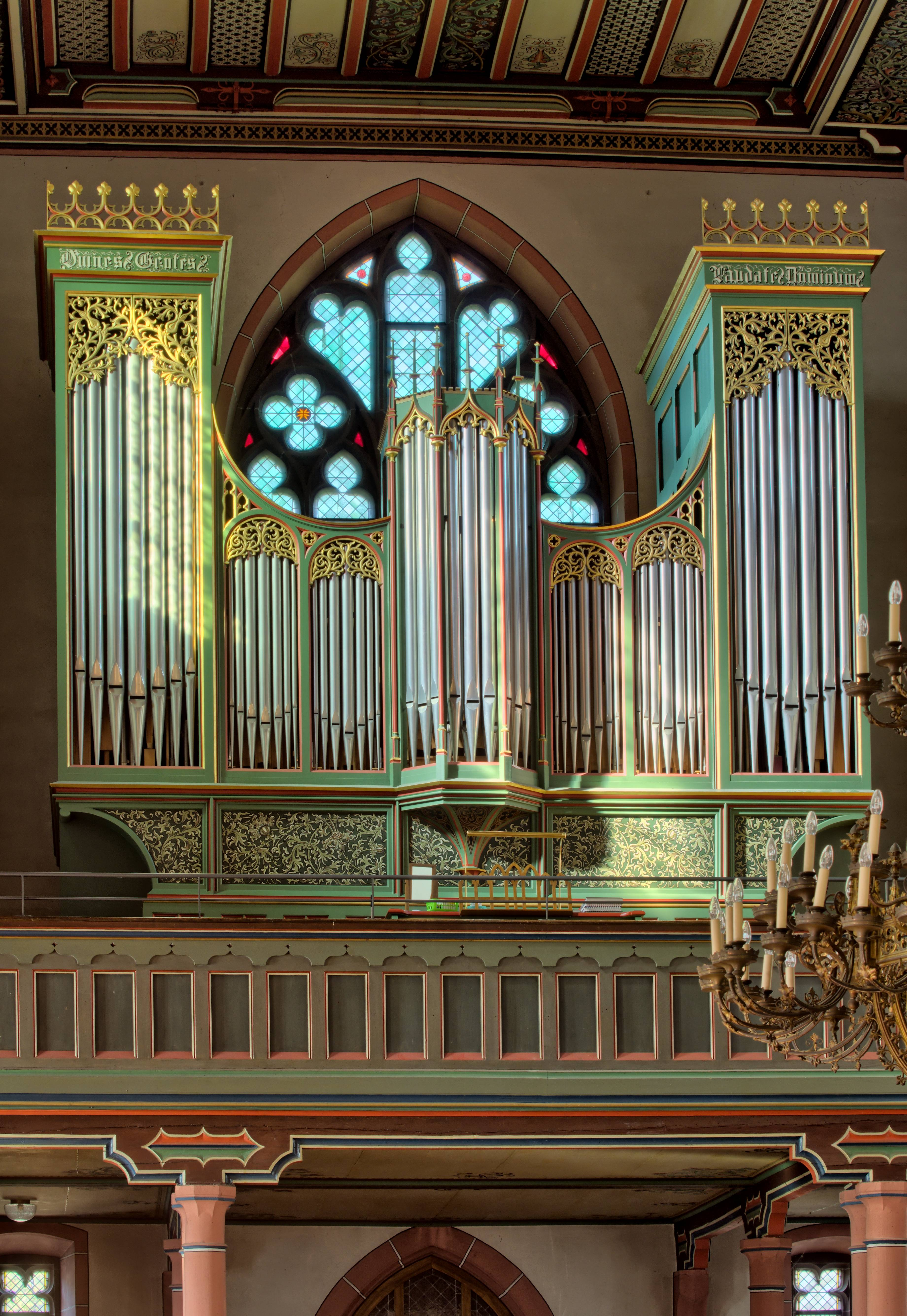
Blick zur Orgel

- Spielhilfen: Setzeranlage mit 8000 Kombinationen (2007, Steuerung Schublade)
- Anmerkung:

(K) = historisches Pfeifenmaterial der Keine-Orgel von 1898

### Sonstiges

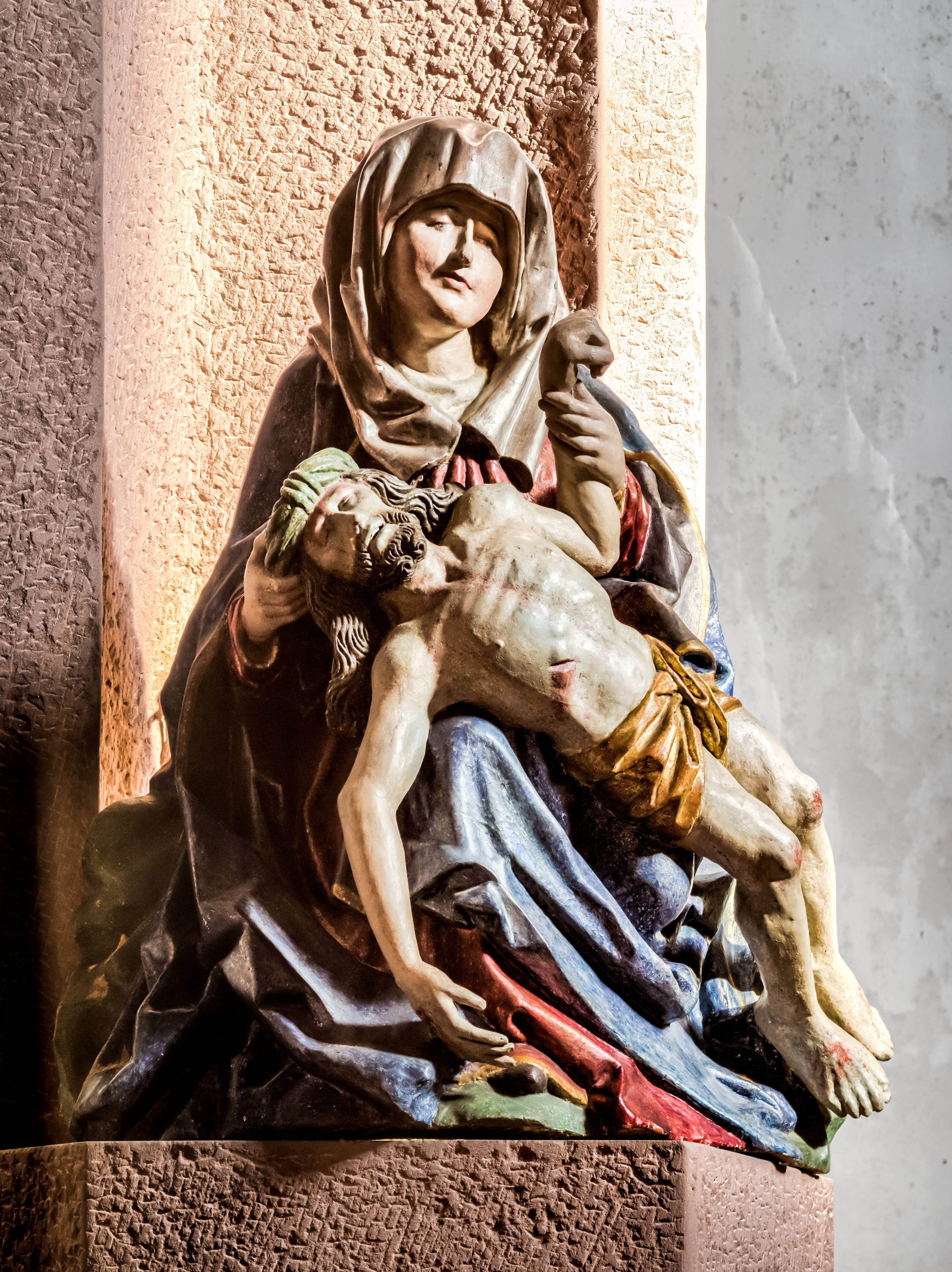
Pietá

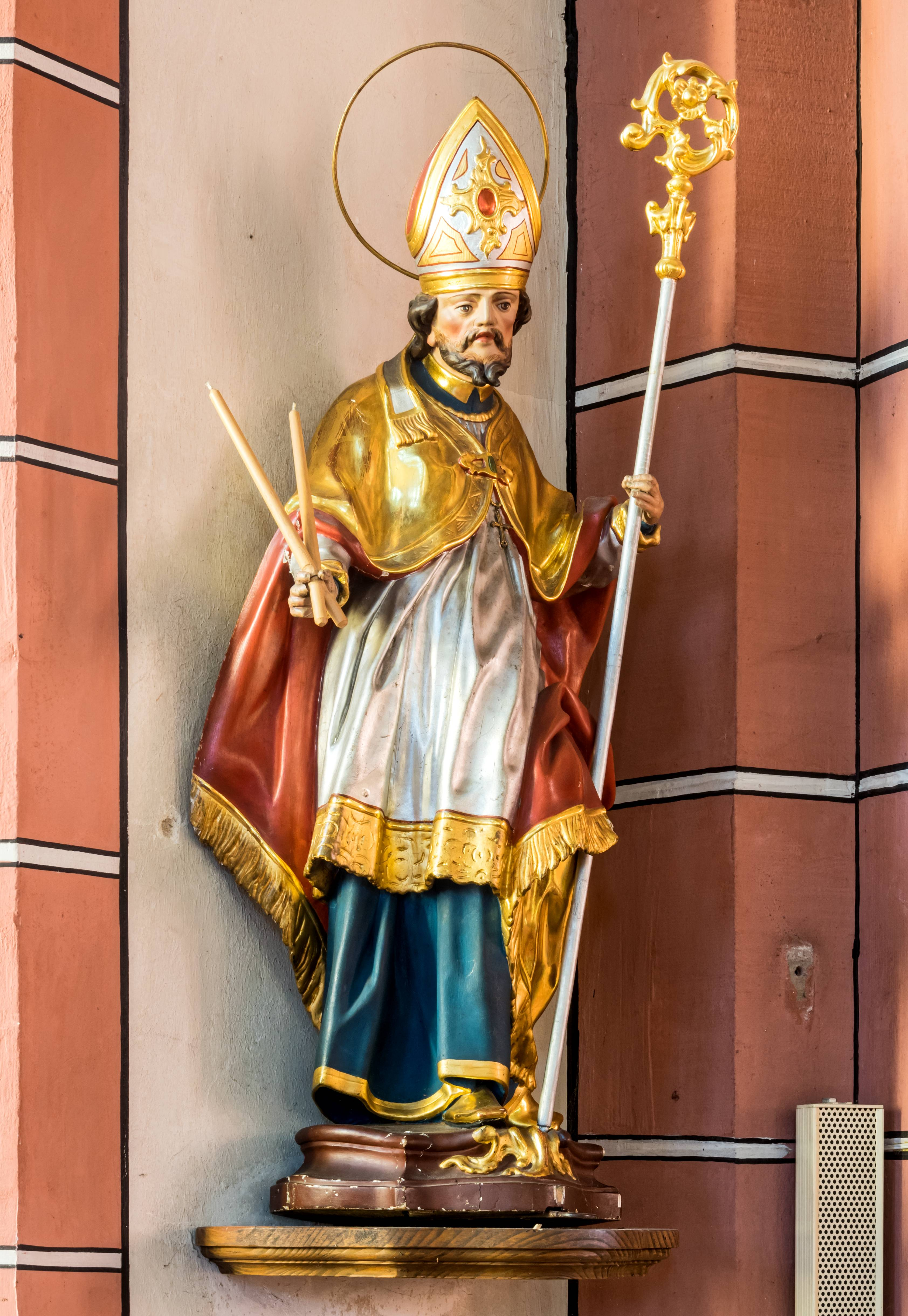
St. Blasius

Der Taufstein mit einem Deckel aus stilisierten Blättern stammt aus dem Jahr 1800.
Bei der Renovierung 1980 bis 1982 unter Pfarrer Adolf Schlegel (Pfarrer an St. Blasius von 1937 bis 1989) gestaltete Helmut Lutz den Altarraum um. Der neue Zelebrationsaltar aus Buntsandstein deutet unten die Dornenkrone Jesu, oben die Trauben des Abendmahlsweines an. Die Ähren des Abendmahlsbrotes sind an die Reste der steinernen ehemaligen Kommunionbank angefügt.
Lutz meißelte auch die Buntsandstein-Stele links im Altarraum, die das einzige Bildwerk aus der Zeit vor dem Dreißigjährigen Krieg trägt, eine Pietà mit weitgehend originaler Fassung, um 1500. Am Chorbogen rechts steht Blasius als Prozessions-Tragefigur von Matthias Faller. Eine zugehörige Severinsfigur wird in der Sakristei aufbewahrt.
Den großformatigen Kreuzweg malte 1919 bis 1920 Augustin Kolb.

## Glocken
In der achteckigen Glockenstube des Kirchturms hängt ein fünfstimmiges Glockengeläut: eine Glocke von 1907 und drei weitere aus dem Jahr 1949, die das großenteils für Kriegszwecke beschlagnahmte Geläut von 1907 der Glockengießerei Grüninger ersetzten. Die kleinste Glocke ist noch jüngeren Datums. Das Läutemotiv ist Salve Regina.
| Nr. | Name       | Gussjahr | Gießer, Gussort                      | Durchmesser | Gewicht | Schlagton | Bemerkung |
| --- | ---------- | -------- | ------------------------------------ | ----------- | ------- | --------- | --- |
| 1   | Blasius    | 1949     | F. W. Schilling, Heidelberg          | 1375 mm     | 1910 kg | d′+8      | |
| 2   | Maria      | 1949     | F. W. Schilling, Heidelberg          | 1075 mm     | 0860 kg | fis′+6    | Inschrift: „Gegrüsset seist du Königin, du aller Gnaden Spenderin, O Mutter der Barmherzigkeit, du Lieb und Trost der Christenheit.“ |
| 3   | Barbara    | 1949     | F. W. Schilling, Heidelberg          | 890 mm      | 480 kg  | a′+7      | |
| 4   | Severin    | 1907     | Glockengießerei Grüninger, Villingen | 830 mm      | 0350 kg | h′+6      | Taufglocke |
| 5   | Franziskus | 2001     | Glockengießerei Bachert, Karlsruhe   | 720 mm      | 240 kg  | cis″+8    | gestiftet, läutet als Friedensglocke                                                                                                 |

## Bedeutung
St. Blasius ist ein einheitliches Werk des Historismus, und zwar der Neugotik. Max Meckel prägte neben den etwas jüngeren Raimund Jeblinger und Johannes Schroth den Kirchenbau in Baden im späten 19. Jahrhundert. Meckel hatte vorher rund fünfzig Kirchen in Hessen und im Rheinland gebaut. Gegenüber früheren badischen Kirchen wirken die seinen „kälter, akademischer“. Mit Carl Philipp und Franz Schilling kam Wärme in St. Blasius. „Es darf als besonderer Glücksfall bezeichnet werden,  daß die Glottertäler Kirche erst 1980/82 umfassend restauriert wurde und damit dem Schicksal der modernen Ausnüchterung entging.“